# كارولين فيربيرن
كارولين فيربيرن (بالإنجليزية: Carolyn Fairbairn)‏ هي سيدة أعمال بريطانية، ولدت في 13 ديسمبر 1960.